# Franz Moericke
Franz Moericke (* 29. März 1885 in Apolda, Thüringen; † 29. Mai 1956 in Neuenhagen bei Berlin) war ein deutscher Handwerker (Modelltischler) und Politiker (KPD).

## Leben
Moericke wurde 1885 als Sohn eines Arbeiters geboren. Er besuchte die Volksschule, um anschließend eine Lehre zum Tischler zu absolvieren und einige Jahre in seinem Beruf zu arbeiten. 1902 trat er in die Sozialdemokratische Partei Deutschlands (SPD) ein. Von 1910 bis 1920 arbeitete Moericke als hauptberuflicher Gewerkschaftssekretär. 1918 schloss er sich der Unabhängigen Sozialdemokratischen Partei Deutschlands (USPD) an. 1920 wechselte er in die Kommunistische Partei Deutschlands (KPD), für die er fortan als hauptamtlicher Parteifunktionär tätig war.

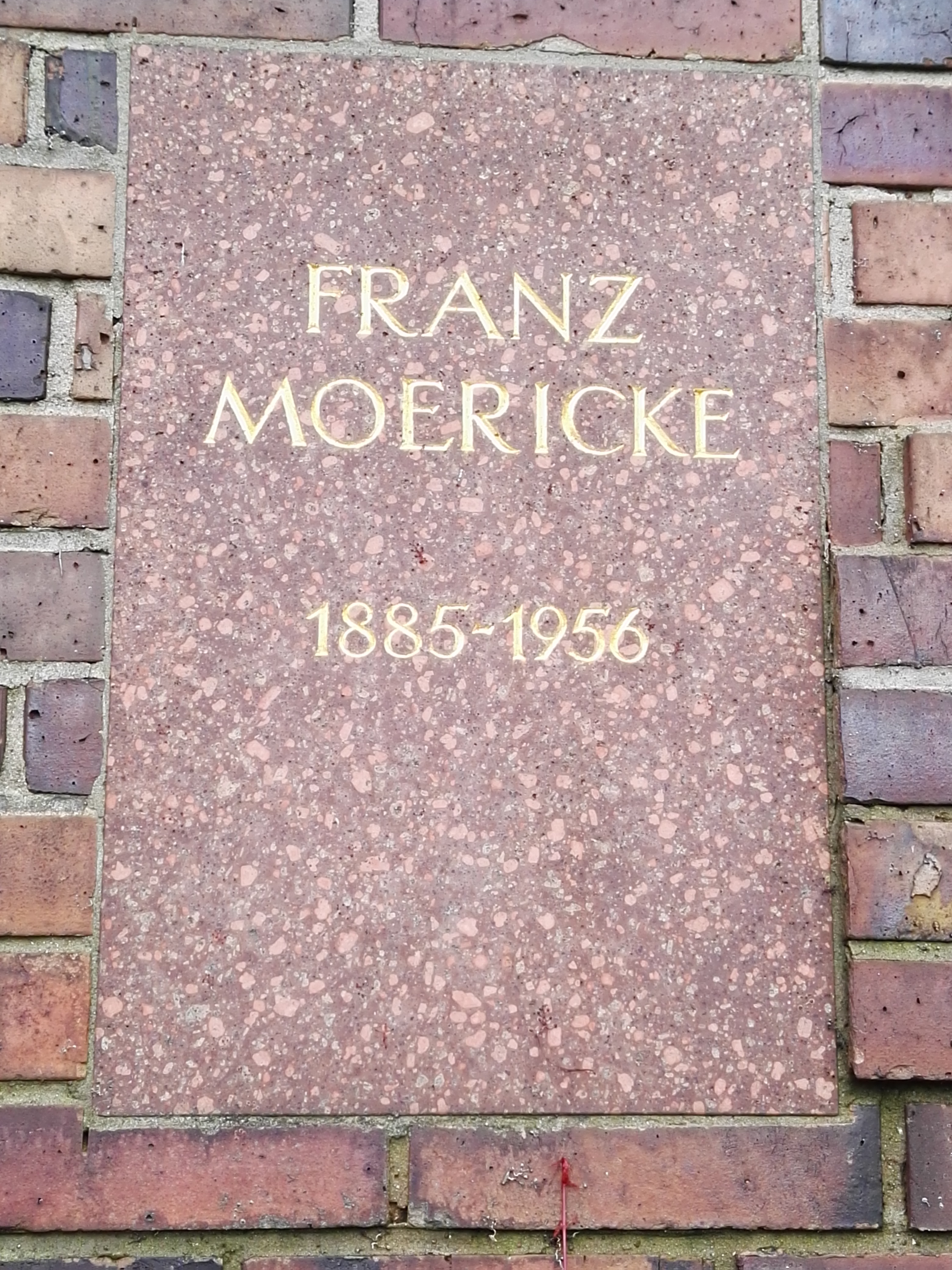
Grabstätte

Zunächst engagierte Moericke sich für die KPD in Halberstadt, anschließend war er Sekretär und Chefredakteur der Roten Fahne des Ostens bzw. des Echo des Ostens in Königsberg. Von 1924 bis 1928 gehörte Moericke dem preußischen Landtag an. 1927 wurde er Chefredakteur der Tribüne Magdeburg. Zu dieser Zeit kam er auch in das Zentralkomitee der KPD. 1930 wurde Moericke als Kandidat der KPD für den Wahlkreis 1 (Ostpreußen) in den Reichstag gewählt, dem er bis zum Juli 1932 angehörte. 1931 begann Moericke als Redakteur an der kommunistischen Zeitschrift Rote Fahne mitzuarbeiten.
Nach der nationalsozialistischen „Machtergreifung“ 1933 war Moericke in der kommunistischen Untergrundbewegung tätig. Am 6. September 1933 wurde er verhaftet und als „Schutzhäftling“ im Konzentrationslager Oranienburg gefangen gehalten, wo er als Tischler arbeitete.  Am 27. November 1934 wurde er „wegen Vorbereitung zum Hochverrat“ zu einer zweijährigen Zuchthausstrafe verurteilt, die er im Zuchthaus Luckau verbüßte. Nach der Freilassung arbeitete Moericke als Tischler, ehe er am 25. Juli 1944 wegen seiner Kontakte zur Saefkow-Jacob-Bästlein-Organisation im Rahmen der „Aktion Gitter“ erneut verhaftet wurde. Vom Volksgerichtshof wurde er erneut „wegen Vorbereitung zum Hochverrat und Feindbegünstigung“ zu drei Jahren Zuchthaus verurteilt und bis zum Kriegsende 1945 im Zuchthaus Brandenburg gefangen gehalten.
Im selben Jahr gehörte Moericke der Provinzialkommission zur Durchführung der Bodenreform in Brandenburg an. Vom August 1945 bis zum Oktober 1949 war Moericke Mitglied im Gründungsausschuss des FDGB. Von Februar 1946 bis März 1947 war er außerdem Vorsitzender des FDGB-Landesverbandes Brandenburg. Sein Nachfolger in diesem Amt wurde Rudolf Jahn. Von 1945 bis 1952 war Moericke zudem Mitglied des Gesamtvorstandes des FDGB. Im Oktober 1949 wurde er Chefredakteur der Zeitschrift Land und Forst, eine Tätigkeit, die er bis 1955 ausübte.
1946 wurde Moericke Mitglied der neugegründeten Sozialistischen Einheitspartei Deutschlands. Von 1946 bis 1950 gehörte er dem Landtag von Brandenburg und dessen Präsidium an.

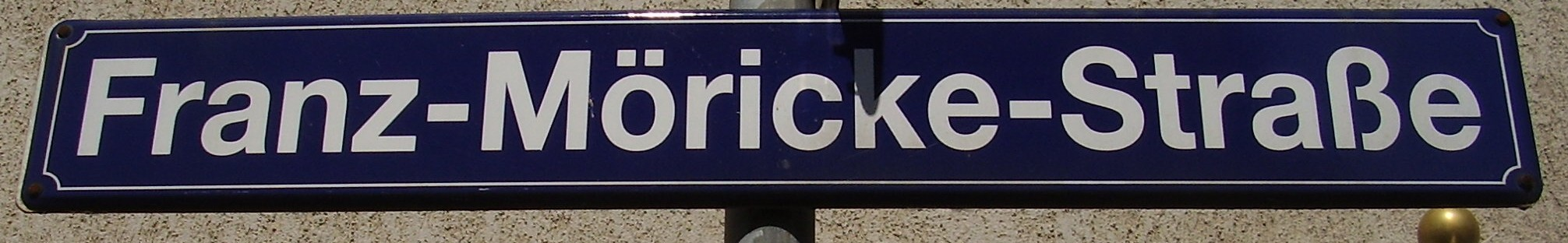
Straßenschild in Apolda

1955 wurde Franz Moericke von Wilhelm Pieck mit dem Karl-Marx-Orden ausgezeichnet. Moerickes Urne wurde in der Gedenkstätte der Sozialisten auf dem Zentralfriedhof Friedrichsfelde bestattet.
Die Stadt Apolda ehrte ihren Sohn zu DDR-Zeiten mit der Umbenennung der Jacobistraße zur "Franz-Moericke-Straße".

## Schriften
- Einer für Alle – Alle für einen. Eine Erzählung aus dem Leben der Landarbeiter, 1929.